# برزیلی‌ها
برزیلی‌ها (به پرتغالی: Brasileiros, IPA: [bɾaziˈlejɾus]) شهروندان برزیل هستند. یک برزیلی همچنین می‌تواند به فردی گفته شود که در خارج از کشور از والدین یا قیم قانونی برزیلی متولد شده باشد و همچنین به فردی که تابعیت برزیل را به دست آورده است. برزیل یک جامعه چند قومیتی است، به این معنی که این کشور محل زندگی افراد با ریشه‌های قومی مختلفی است و هیچ ارتباطی بین پیشینه‌ها و هویت برزیلی آنها وجود ندارد.
برزیلی بودن یک پدیدهٔ مدنی است نه یک پدیده قومی. در نتیجه، میزان هویت شهروندان برزیلی با ریشه‌های اجدادی خود بسته به فرد، منطقه کشور و منشأ قومی خاص مورد نظر به‌طور قابل توجهی متفاوت است. با این حال، اغلب، ایده قومیت، آن گونه که در دنیای انگلیسی زبان برداشت می‌شود، در این کشور رایج نیست.
پس از استعمار برزیل توسط پرتغالی‌ها، در بیشتر قرن شانزدهم، کلمه «برزیلیایی» به بازرگانان پرتغالی درخت برزیل وود داده شد که منحصراً نام چنین حرفه‌ای را تعیین می‌کرد، زیرا ساکنان این سرزمین در اکثر مناطق بودند. آنها بومی یا پرتغالی هستند که در پرتغال یا در سرزمینی که اکنون برزیل نامیده می‌شود متولد شده‌اند.
با این حال، مدت‌ها پیش از استقلال برزیل، در سال ۱۸۲۲، هم در برزیل و هم در پرتغال، دادن عامیانه برزیلی به شخصی که معمولاً تبار پرتغالی واضحی داشت، مقیم یا خانواده‌اش در ایالت برزیل سکونت داشت، رایج بود (۱۵۳۰). -۱۸۱۵)، متعلق به امپراتوری پرتغال. با این حال، در طول عمر پادشاهی متحده پرتغال، برزیل و آلگاروس (۱۸۱۵–۱۸۲۲)، در مورد نامگذاری سردرگمی وجود داشت.